# Korpus Arvida Wittenberga

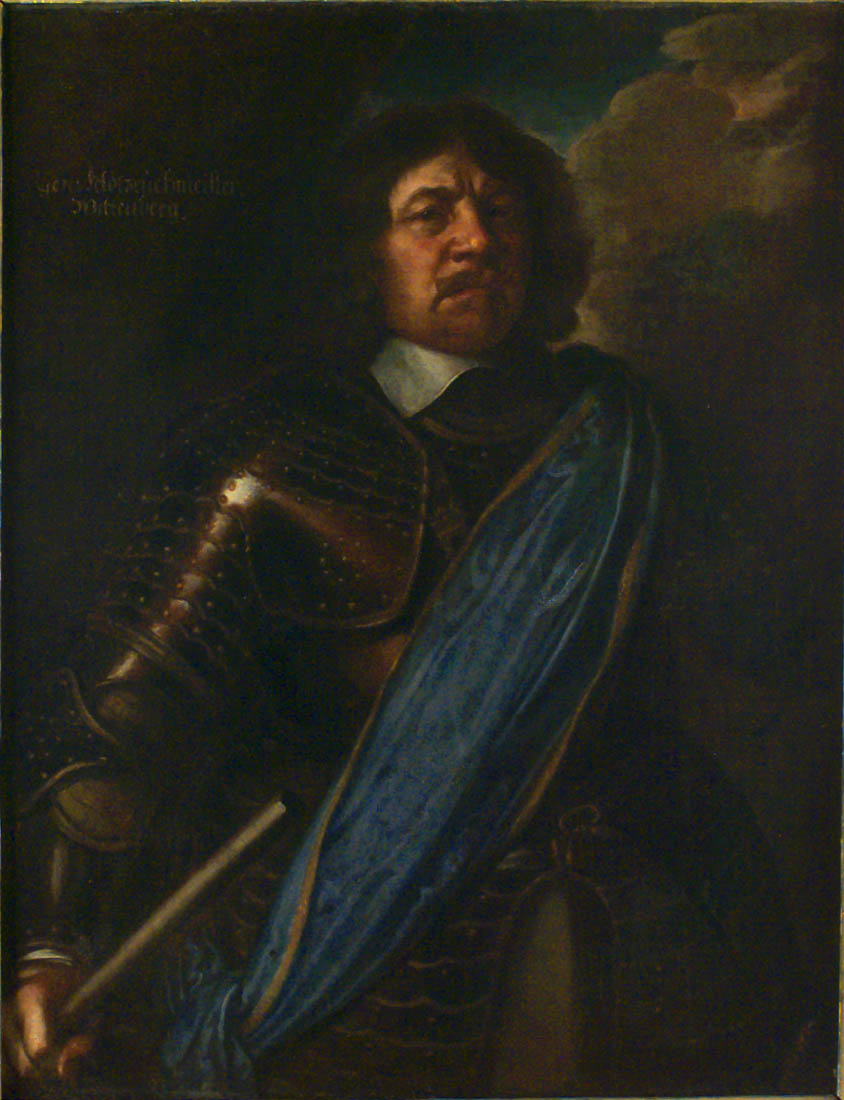
Marszałek Arvid Wittenberg

Korpus Arvida Wittenberga – jeden z korpusów w strukturze organizacyjnej wojska szwedzkiego w połowie XVII wieku. Brał udział w walkach okresu II wojny północnej (1655–1660).

## Skład latem 1655
- 2 szwedzkie pułki jazdy
- 11 pułków jazdy najemnej
- 2 kompanie jazdy najemnej
- 7 szwedzkich pułków piechoty
- 5 pułków piechoty najemnej (w tym gwardia królowej)
- 3 kompanie piechoty najemnej
- 2 kompanie dragonii najemnej

Razem:
- 6065 żołnierzy jazdy,
- 7965 żołnierzy piechoty,
- 164 żołnierzy dragonii,
- 12 dział ciężkich,
- 60 dział regimentowych.